# Robert Chancel
Robert Chancel (* 11. Juli 1924 in Salers; † 21. Januar 2018 in Colmar) war ein französischer Automobilrennfahrer.

## Karriere im Motorsport
Robert Chancel war der Bruder von Pierre Chancel, wie dieser als Rennfahrer aktiv und wie dieser vor allem in hubraumkleinen Klassen am Start. Er war in den 1950er-Jahren Werksfahrer bei Panhard und Monopole und in diesem Jahrzehnt fünfmal beim 24-Stunden-Rennen von Le Mans am Start. Seine beste Platzierung bei diesem Langstreckenrennen erreichte er gleich bei seinem Debütrennen 1952. Mit Partner Charles Plantivaux wurde er auf einem Werks-Panhard Dyna X86 Coupe Gesamtzwölfter. Dieser Endrang war der zweite Platz in der Rennklasse für Sportwagen bis 1,1 Liter Hubraum. 
Den Großen Preis von Roubaix 1953 beendete er hinter René Bonnet im DB HBR und Roberto Mieres im Gordini T15S 1.5 an der dritten Stelle.

## Statistik

### Le-Mans-Ergebnisse
| Jahr | Team                            | Fahrzeug               | Teamkollege        | Platzierung             | Ausfallgrund           |
| ---- | ------------------------------- | ---------------------- | ------------------ | ----------------------- | ---------------------- |
| 1952 | Automobiles Panhard et Levassor | Panhard Dyna X86 Coupe | Charles Plantivaux | Rang 12                 |                        |
| 1953 | Automobiles Panhard & Levassor  | Panhard X88            | Pierre Chancel     | Rang 21 und Klassensieg |                        |
| 1954 | Automobiles Panhard & Levassor  | Monopole X88           | Pierre Chancel     | Ausfall                 | Motorschaden           |
| 1955 | Automobiles Panhard & Levassor  | Panhard VM5            | Pierre Chancel     | Ausfall                 | Defekt am Benzinsystem |
| 1957 | Equipe Monopole Course          | Monopole X88 Coupe     | Pierre Flahault    | Ausfall                 | Kurbelwelle            |

### Einzelergebnisse in der Sportwagen-Weltmeisterschaft
| Saison | Team                    | Rennwagen                    | 1   | 2   | 3   | 4   | 5   | 6   | 7   |
| ------ | ----------------------- | ---------------------------- | --- | --- | --- | --- | --- | --- | --- |
| 1953   | Panhard & Levassor      | Panhard X88                  | SEB | MIM | LEM | SPA | NÜR | RTT | CAP |
| 1953   | Panhard & Levassor      | Panhard X88                  | 21  |     |     |     |     |     |     |
| 1954   | Panhard & Levassor      | Panhard X88                  | BUA | SEB | MIM | LEM | RTT | CAP |     |
| 1954   | Panhard & Levassor      | Panhard X88                  | DNF |     |     |     |     |     |     |
| 1955   | Panhard & Levassor      | Panhard VM5                  | BUA | SEB | MIM | LEM | RTT | TAR |     |
| 1955   | Panhard & Levassor      | Panhard VM5                  |     |     |     | DNF | DNF |     |     |
| 1956   | Robert Chancel          | Panhard Dyna                 | BUA | SEB | MIM | NÜR | KRI |     |     |
| 1956   | Robert Chancel          | Panhard Dyna                 | DNF |     |     |     |     |     |     |
| 1957   | Robert Chancel Monopole | Panhard Dyna 54 Monopole X88 | BUA | SEB | MIM | NÜR | LEM | KRI | CAR |
| 1957   | Robert Chancel Monopole | Panhard Dyna 54 Monopole X88 |     |     | 141 |     | DNF |     |     |